# Astragalus gymnolobus
Astragalus gymnolobus es una especie de planta del género Astragalus, de la familia de las leguminosas, orden Fabales.

## Distribución
Astragalus gymnolobus se distribuye por Turquía.

## Taxonomía
Fue descrita científicamente por Fischer. Fue publicada en Bull. Soc. Imp. Naturalistes Moscou 26(II): 426 (1853).